# Acacia ligustrina
Acacia ligustrina — вид квіткових рослин з родини бобових. Ареал: Австралія (Західна Австралія).

## Середовище
Зазвичай зростає на невисоких пагорбах, навколо солончаків і западин, що ростуть на суглинних, глинистих або піщано-глинистих ґрунтах, які часто містять латеритний гравій.

## Біоморфологічна характеристика
Розлогий кущ або дерево зазвичай досягає висоти від 1,5 до 3,5 метрів. Гілочки рослини вкриті більш-менш прямими волосками. Вічнозелені філодії часто неглибоко загнуті назад і мають асиметричну видовжено-еліптичну або вузькоеліптичну форму й мають довжину від 2 до 6 см і від 3 до 9 мм з невираженою середньою жилкою. Цвіте жовтими квітками з серпня по жовтень.